# Королівські улани (власні королеви Єлизавети)
Королівські улани (власні королеви Єлизавети) (англ. Royal Lancers (Queen Elizabeths' Own))  — кавалерійський полк Британської армії, сформований у 2015 році в наслідку злиття 9-их/12-их та Королівськіх Її Величності уланів.
Полк є бронекіннотним, входить до складу 12-ї бронепіхотної бригади як розвідувальний, і є часткою Королівського бронетанкового корпусу.

## Бойові почесті
Королівські улани успадкували бойові почесті усіх попередніх уланських полків Британської армії.